# Three Dreams Denied
«Three Dreams Denied» (titulado «Tres sueños negados» en Hispanoamérica y «Tres sueños frustrados» en España) es el séptimo episodio de la trigésimasegunda temporada de la serie de televisión animada estadounidense Los Simpson, y el episodio 691 en total. Se emitió en Estados Unidos en Fox el 22 de noviembre de 2020. El episodio fue dirigido por Steven Dean Moore y escrito por Danielle Weisberg.
Ben Platt aparece como invitado en el episodio como Blake, mientras que Paul Rudd aparece como él mismo. En el episodio, el hombre de las historietas va a Comicalooza, encontrándose estupefacto mientras pierde su oportunidad en Marvel, Bart se convierte en un actor de doblaje, y Lisa consigue un nuevo rival en la escuela. También recibió críticas positivas en general, y fue visto en directo en Estados Unidos por 4,41 millones de espectadores.

## Trama
Después de que Agnes Skinner le venda barato el muñeco de Radioactive Man de su hijo, Comic Book Guy lo vende por Internet, lo que le permite hacer el viaje de sus sueños a Comicalooza. En el avión, el hombre de las historietas  intenta dar con la pregunta perfecta para hacer en un panel, con la esperanza de que le den un trabajo en Marvel Studios. Fuera de Comicalooza, consigue dar con una pregunta, pero cuando llega su turno, la olvida. Regresa a Springfield abatido, pero se anima de nuevo insultando a Ralph Wiggum.
Mientras tanto, Lisa conoce a un chico nuevo en el colegio llamado Blake, del que se alegra al saber que también toca el saxofón. Sin embargo, Blake engaña a Lisa para que pierda su silla en la escuela. Sin embargo, Lisa se da cuenta de que puede tocar su saxofón fuera de la escuela y decide tocar en el centro comercial, donde descubre que otras personas aprecian mucho su música.
Bart conoce a un actor de doblaje que le consigue un trabajo en un programa de televisión de dibujos animados. Bart invita a Nelson Muntz y a sus amigos a ver su programa. Al verlo, Bart descubre que pone voz a una princesa, lo que provoca que los demás se burlen de él. Más tarde, el personaje de Bart acaba siendo en realidad un asesino despiadado, lo que impresiona a todos.
En una escena a mitad de los créditos, se ve a Comic Book Guy sentado en un banco fuera de Comicalooza, escribiendo preguntas. Pregunta por qué lo primero que piensa la gente cuando ve a Superman es un pájaro, y propone un superhéroe llamado «SuperSpiderBat», una combinación de Superman, Spider-Man y Batman. En el fondo, se pueden ver muchos personajes de la cultura pop (o gente disfrazada de ellos), como Robin, un tipo de Minecraft, Matt Groening, Morbo de Futurama, Deadpool, Hiedra Venenosa y Ahsoka Tano encaramada a Anakin Skywalker.

## Producción
Este es el primer episodio de la serie escrito por Danielle Weisberg, que era asistente en el programa en el momento en que se escribió el episodio. El episodio se titulaba originalmente «El aprendiz de actor de doblaje».
Ben Platt apareció en el episodio como Blake y Paul Rudd apareció como él mismo. Anteriormente, Rudd había participado como estrella invitada en otros dos episodios. Dawnn Lewis también aparece como azafata de un avión. En 2020, Fox publicó ocho imágenes promocionales del episodio.

## Recepción

### Audiencia
En Estados Unidos, el episodio fue visto en vivo por 4,41 millones de espectadores.

### Respuesta de la crítica
Tony Sokol de Den of Geek dijo: «Los Simpson siempre son autorreferenciales, pero se vuelve muy subliminal en "Three Dreams Denied"... Esta semana, Bart interpreta a un actor de doblaje. Estoy seguro de que al profesor Frink se le ocurriría alguna razón por la que esto rompe las leyes de la física de la animación. Probablemente por eso el episodio se queda corto. Ningún episodio de Los Simpson puede con el continuo de clics de voz en off, el jazz suave y la pregunta definitiva que hacer en Comicalooza. Es demasiado. En el pasado, Los Simpson podrían haber soportado el peso extra. Siempre han tenido tramas cruzadas, subtramas y miniarcos ocasionales que se desarrollan bajo el radar. Cada una de las tres historias es fuerte, divertida y tiene el patetismo o el peligro necesarios para hacerlas grandes. En ese sentido, "Tres sueños negados" funciona en gran medida al estilo de los primeros episodios de Los Simpson. Aunque el viaje transcurre sin demasiados sobresaltos, el episodio hace honor a su título». También le dio al episodio tres de cinco estrellas. Jesse Bereta de Bubbleblabber calificó el episodio con un 7,5 sobre 10. Destacó las historias de Comic Book Guy y Lisa, pero pensó que la historia de Bart podría haberse hecho mejor. Sin embargo, disfrutó de la cantidad de chistes y referencias en el episodio.

### Premios y nominaciones
La guionista Danielle Weisberg fue nominada al premio Writers Guild of America de Televisión: Animación por este episodio en la 73ª edición de los premios Writers Guild of America.